# SHINE (Fear, and Loathing in Las Vegasの曲)
「SHINE」（シャイン）は、Fear, and Loathing in Las Vegasの5thシングル。
2017年6月14日、Warner Music Japanより発売。

## 概要
前作『Starburst』より2年ぶり、新作音源としては『Feeling of Unity』より1年9ヵ月ぶり。また、Warner Music Japan移籍後初の作品でもある。完全初回生産限定盤のみでの発売された。
今作の制作にあたって、Sxunは「時間は、たっぷり使わせていただいたんですけど、そのぶんボツにした曲もたくさんあって。なので、スピード感は今までと変わらず、体感的にはもしかしたらそれ以上だったかもしれないですね。今出すべき曲なのかや、以前の曲と比較して変化や成長があるかなど、マネージャーにシビアに判断してもらいました。自信持って出せるものにしないと、後悔をずっと引きずっていくことになってしまうので、崩してまた作り直してってことを何度も繰り返しましたね」と語っている。
2017年6月16日、この曲で日本テレビ系『バズリズム』に出演。バンドとしては初の地上波歌番組出演となった。
キーホルダーやフードタオルが当たるシリアルコードくじが同封されている。

## 収録曲
| #         | タイトル                             | 作詞 | 作曲・編曲 | 時間 |
| --------- | ------------------------------------ | ---- | ---------- | ---- |
| 1.        | 「SHINE」                            |      |            | 3:55 |
| 2.        | 「Something to Gain After the Pain」 |      |            | 3:33 |
| 合計時間: | 合計時間:                            | 7:29 |            |      |

## 曲解説
1. SHINE
Sxun曰く、「ライヴでみんなと歌いたいってこと」がテーマ[2]であり、「歌詞はまた別の意味合いがあるんですけど、曲の立ち位置としては、とにかくサビをみんなで歌えるようにしたいっていうことがありました。今までの曲はSoの声が一番カッコよく聴こえるハイトーンな音程を武器にしていたんですけど、聴いてる方が一緒に歌いやすいかどうかはあまり気にしてなかったんですよね。今回はSoの声も生かしつつ、なおかつ男女問わず歌いやすいキーをみんなで相談しながら決めるってことを初めてやってみました。聴いてる方がスッと歌えてみんなで大合唱できる、そんな曲になればいいなって思っています[2]」と語っている。
BPMも出だしは勢いがあるものの、途中から今までの楽曲と比べてゆったり心地よく聴けるテンポ感となっている[2]。出だしについてSoは、「俺らは"戦隊パート"って呼んでるんですけど、戦隊モノのオープニングのようなハイテンションな入りから、曲のベーシックなテンポに落ちてサビに行きみんなでサビを歌うってところは聴いてほしいですね[2]」と述べている。
またSoは歌詞について、「自分にしかできないことを探したり、自分の限界を超えて努力して掴んだりすることで人間って輝いていけるんじゃないかなって。その"人間の輝き"を"SHINE"ってタイトルに込めたんです[2]」と語っている。
2. Something to Gain After the Pain
「SHINE」がストレートでシンプルな楽曲なため、カオス且つバンド・サウンドと打ち込みが混ざっているような曲にしたとのこと[3]。
Sxunは「展開を多くしていくと、やみくもにカオスにはなっていくんですが、先ほどおっしゃっていただいたように、ツギハギ感があって聴いてて心地よくないと強引な感じがしてしまうので、気づかないうちに自然にテンポが変わっていく方が、カオスだけどキャッチーで聴きやすい楽曲になると思うので。そういうところは、何度も聴き直したりして、"ここ、ちょっと引っ掛かるんちゃうか？"とか気にして制作しましたね」と語っている。
So曰く「だいぶいい感じに仕上がってます（笑）[3]」とのこと。

## タイアップ
SHINE
- テレビ朝日系バラエティ番組『お願い！ランキング お願い！超選挙』6月度エンディングテーマ

## 収録アルバム
SHINE
- 『New Sunrise』

## 演奏
- So : Vocal
- Minami : Vocal, Keyboard
- Sxun : Guitar, Vocal, Chorus
- Taiki : Guitar, Vocal, Chorus
- Tomonori : Drums
- Kei : Bass Guitar